# Skangur
Skangur – polski zespół muzyczny założony w Krakowie w 2001 roku.
Styl grupy to rock połączony z reggae oraz ska, oparty na gitarowym brzmieniu z mocno zaznaczoną sekcją dętą.
Sam zespół swoją muzykę określa jako kalifornijski punk rock z elementami ska.
Grupa wydała trzy albumy: Ze słońcem na twarzy (2003), Endorphine (2009) i Zet Wu eL Jot (2012). W dyskografii ma też kilkanaście singli. Zagrała kilkaset koncertów, także w Stanach Zjednoczonych i Niemczech. Kilka utworów pojawiło się na listach przebojów lokalnych rozgłośni radiowych (Płatki, Czas wyuzdanych traw, Dla Naszych Dziewczyn).

## Skład
- Adam Kozłowski – gitara
- Piotr Chłopek – puzon
- Piotr Łuczyński – trąbka
- Kamil Grabarz – wokal (od 2009)
- Igor Derżko – perkusja (od 2009)
- Dawid Kosakowski – gitara basowa (od 2013)
- Przemysław Paszcza – wokal (do 2002)
- Łukasz Piech – wokal (2002)
- Tomasz Jasiński – wokal (od 2002 do 2004)
- Mateusz Mijal – wokal (od 2004 do 2006)
- Adrian Fras – gitara basowa (do 2006)
- Maciej Pichliński – perkusja (do 2006)
- Sebastian Steć – saksofon (do 2009)
- Michał Girguś – gitara (do 2009)
- Paweł Pyzik – gitara basowa (od 2006 do 2009)
- Łukasz Halemski – wokal (od 2007 do 2009)
- Dawid Niziurski – perkusja (od 2007 do 2009)
- Paweł Borowiecki – gitara basowa (od 2009 do 2013)

## Dyskografia

### Albumy
- Ze słońcem na twarzy (2003)
- Endorphine (2009)
- Zet Wu eL Jot (2012)

### Single
- Płatki (2003)
- Listy do Świętego Mikołaja (2003)
- Modlitwa to ja (2004)
- Czas wyuzdanych traw (2004)
- Walentynkowy (2005)
- Życie gangstera (2005)
- O czym marzysz (2007)
- Kochaj rockowo (2008)
- Na nasłuchu (2008)
- Dla Naszych Dziewczyn (2008)
- Pamiętaj (2009)
- Piosenka nr 13 (2009)
- Spokojnie (2010)
- Polska klanowa (2011)